# Ubstadt-Weiher
Ubstadt-Weiher (ⓘ) ist eine Gemeinde im Norden von Baden-Württemberg bei Bruchsal.

## Geographie

### Geographische Lage
Ubstadt-Weiher liegt an der Grenze zwischen Rheinebene und Kraichgau im Norden des Landkreises Karlsruhe. Durch das Gemeindegebiet fließt der Kraichbach (auch „die Kraich“), der hier den Katzbach aufnimmt. Auf der Gemarkung des Ortsteils Stettfeld kurz nach der Katzbacheinmündung wird ein Kanal namens Kriegbach vom Kraichbach abgeschlagen. Der Ortsteil Weiher liegt in der Rheinebene, der Ortsteil Zeutern im Kraichgau, die Ortsteile Ubstadt und Stettfeld direkt am Kraichgaurand. Zwischen den Ortsteilen Ubstadt, Stettfeld und Weiher liegt das Naturschutzgebiet Bruch bei Stettfeld, welches einen der wenigen naturbelassenen Reste der Kinzig-Murg-Rinne darstellt.

### Nachbargemeinden
Benachbart sind die Gemeinden Bad Schönborn, Forst (Baden), Hambrücken sowie die Städte Bruchsal, Kraichtal und Östringen.

### Gemeindegliederung
Ubstadt-Weiher besteht aus vier Ortsteilen (in Klammern Einwohnerzahl vom April 2023) mit den zugehörigen Kleinorten / Wohnplätzen:
- Ubstadt (4533): Häuser Bahnhofsiedlung, Bahnstation Ubstadt-Weiher
- Weiher (3586)
- Stettfeld (2277): Höfe der Hardtsiedlung, Gewerbegebiet Sand (direkt an Weiher anschließend)
- Zeutern (3168): Haus Gasthaus zur Waldmühle, Wüstung Bösingen

Ein Kuriosum ist das im Jahr 2007 geschaffene Gewerbegebiet Sand im Ortsteil Stettfeld, das wegen seiner unmittelbar an den Ortsteil Weiher angrenzenden Lage laut Beschilderung zum geschlossenen Ortschaftsbereich des Ortsteils Weiher zählt.

### Klima
Das Klima ist für die Rheinebene und die Region Karlsruhe typisch warm, an den Südhängen der Kraichgauausläufer ist Weinbau möglich, in der Rheinebene wird Spargel angebaut.

## Geschichte

### Ubstadt-Weiher
Das Gebiet von Ubstadt-Weiher war nachweislich schon in der jüngeren Stein- und Bronzezeit besiedelt.
Ubstadt-Weiher entstand im Rahmen der baden-württembergischen Gemeindereform als Vereinigung der vorher eigenständigen Gemeinden Weiher und Ubstadt am 1. April 1970. Am 1. September 1971 wurde Stettfeld und am 1. Januar 1972 Zeutern eingemeindet. Bis 1973 gehörte die Gemeinde (und zuvor die einzelnen Ortsteile) zum Landkreis Bruchsal, der dann im Landkreis Karlsruhe aufging.

### Stettfeld
Die frühesten Spuren menschlicher Besiedlung im heutigen Ortsteil Stettfeld sind Gefäßscherben der Linearbandkeramischen Kultur (etwa 5700–4900 v. Chr.). Auch aus der Urnenfelderkultur (etwa 1300–800 v. Chr.) sind Siedlungsspuren auf der Gemarkung nachgewiesen worden. Ab dem 5. vorchristlichen Jahrhundert lässt sich eine keltische Besiedlung ausmachen.
Im Bereich des heutigen Ortsteils Stettfeld entstand um 120 n. Chr. eine römische Siedlung, der Vicus Stettfeld, am Kreuzungspunkt der wichtigen Fernstraßen Basel–Mainz und Augsburg–Speyer. Der antike Name dieses Ortes ist nicht bekannt. Im Umfeld der Siedlung wurde unter anderem ein auf die Produktion von Ziegel und Töpferwaren spezialisierter Großbetrieb ausgegraben; zudem wurde eine große Villenanlage nordöstlich der heutigen Ortschaft nachgewiesen.
Der heutige Ort Stettfeld ist erstmals für das Jahr 1241 bezeugt, als Bischof Konrad V. für das Hochstift Speyer die Güter des Rudolph von Kislau im Ort aufkaufte. Wie das gesamte Gebiet kam auch Stettfeld durch die Mediatisierung aufgrund des Reichsdeputationshauptschlusses 1803 an das Großherzogtum Baden. Ganz langsam vergrößerte sich der Ort, die Lebensbedingungen besserten sich und eine der ersten deutschen Eisenbahnlinien durchquerte die Gemarkung. Die industrielle Entwicklung in Bruchsal, die Errichtung einer Zigarrenfabrik im Ort und der Bau der Nebenbahn Bruchsal–Hilsbach im Jahre 1897 brachten gute Verdienstmöglichkeiten und einen gewissen Wohlstand. Durch die Randlage zwischen Kraichgau und Oberrheinischer Tiefebene können auf Stettfelder Gemarkung zwei Sonderkulturen angebaut werden. Neben dem Wein des Kraichgau findet man auch die Spargel der Hardt. Am 1. September 1971 gab die Gemeinde Stettfeld im Zuge der Gemeindereform ihre Selbständigkeit auf und kam als kleinster, wohl aber ältester Ortsteil zu der Gemeinde Ubstadt-Weiher.

### Ubstadt
Bereits 769 wird im Lorscher Codex Ubstadt erstmals als Hubestat erwähnt. 46 Jahre später erscheint es dann als in „pago Greichgowe“ gelegen. Über Obestat (1161), Hubestat (1294) fand der Ortsname im Jahr 1705 zu seiner heutigen Schreibweise. Das ganze Mittelalter hindurch, bis zum Jahr 1802, gehörte Ubstadt zum Hochstift Speyer und war damit unter fürstbischöflicher Herrschaft, bevor es durch die Regelungen des Reichsdeputationshauptschlusses zur damaligen Markgrafschaft Baden kam. Am 23. Juni 1849 lieferten während der Badischen Revolution nach dem verlorenen Gefecht bei Waghäusel hier badische Truppen ihren preußischen Verfolgern ein erfolgreiches Rückzugsgefecht. Den Gefallenen sind ein Freischärler-Gedenkstein und die Preußensäule an der B 3 gewidmet. Im 19. und 20. Jahrhundert entwickelte sich das Dorf, dessen Bevölkerung um 1.200 Personen schwankte, bedingt durch den allgemeinen Strukturwandel vom reinen Bauerndorf mehr und mehr zum Arbeiterdorf. Drei Auswanderungswellen in Notzeiten brachten Einbrüche in der Bevölkerungszahl, bevor sie sich auch durch den Zuzug von zahlreichen Heimatvertriebenen nach dem Zweiten Weltkrieg zunehmend stabilisierte und gleichmäßig zunahm. Im Jahre 1970, zum Zeitpunkt der Fusion mit Weiher, stellte sich Ubstadt als fast 3.000 Einwohner zählende Gemeinde mit mehreren Klein- und Mittelbetrieben dar.

### Weiher
Während einige Funde bis in die Bronze- und Hügelgräberzeit zurückreichen, ist die Existenz einer festen Siedlung auf Weiherer Gemarkung urkundlich erst im Jahre 863 nachgewiesen durch die Erwähnung als Weiler beim Dorf Ubstadt im Kraichgau im Lorscher Codex. Vom Kloster Lorsch kam der Ort über die Herren von Stettfeld in den Besitz der Adligen von Kislau. Rund 125 Jahre lang, seit Ende des 12. Jahrhunderts, findet sich ein Adelsgeschlecht der „Herren von Wilre“. Zentrum des Weilers war damals ein burgartig angelegter Gutshof, von dem heute noch Reste beim Pfarrberg im Süden des Dorfes unweit der Pfarrkirche St. Nikolaus zeugen. Ende des 13. Jahrhunderts geriet es unter die Herrschaft des Hochstifts Speyer, bevor die Mediatisierung aufgrund des Reichsdeputationshauptschlusses im September 1802 zur Zugehörigkeit zum Großherzogtum Baden führte. Die Einwohnerzahl stieg im 19. und 20. Jahrhundert von 580 Einwohnern im Jahre 1809 auf nahezu 3000 im Jahr 1970. Zwangsläufig musste im Laufe dieser Zeit die Infrastruktur angepasst werden. Neben einer regen privaten Bautätigkeit waren mehrere Schulhausnebenbauten sowie die Vergrößerung der Pfarrkirche notwendig. Weitere Stichworte in dieser Entwicklung sind der Bau der Eisenbahnlinie Heidelberg-Karlsruhe, der Aufbau der Wasserversorgung und der Elektrifizierung des Ortes. Die starke Veränderung der Bevölkerungszahl zog auch zwangsläufig eine Wandlung der wirtschaftlichen Grundlage nach sich. Ab Mitte des 19. Jahrhunderts wurde die Landwirtschaft modernisiert und vor allem auf den Anbau von Sonderkulturen, für die der sandige Weiherer Boden besonders geeignet ist, umgestellt. Zunächst wurde in den Jahren 1830 bis 1935 in starkem Maße der Hopfenbau betrieben. Es folgte dann der Tabakanbau und schließlich bis heute die Kultur der Spargelpflanze. Mit dem Niedergang der Haupterwerbslandwirtschaft wandelte sich auch Weiher vom Bauerndorf zur Wohn- und Arbeitergemeinde. Ein großer Teil der Arbeitskräfte drängte aus der Landwirtschaft hinaus in das Gewerbe und in die Industrie. Diese hielt gegen Ende des 19. Jahrhunderts in Gestalt einiger Zigarrenfabriken selbst Einzug in das Dorf. Doch brachte eine Krise dieses Industriezweiges die Tabakfabriken in Weiher um das Jahr 1930 zum Erliegen. So stellen heute die Auspendler den größten Bevölkerungsanteil. Weiher ist mit 3588 Einwohnern der zweitgrößte Ortsteil von Ubstadt-Weiher.

### Zeutern

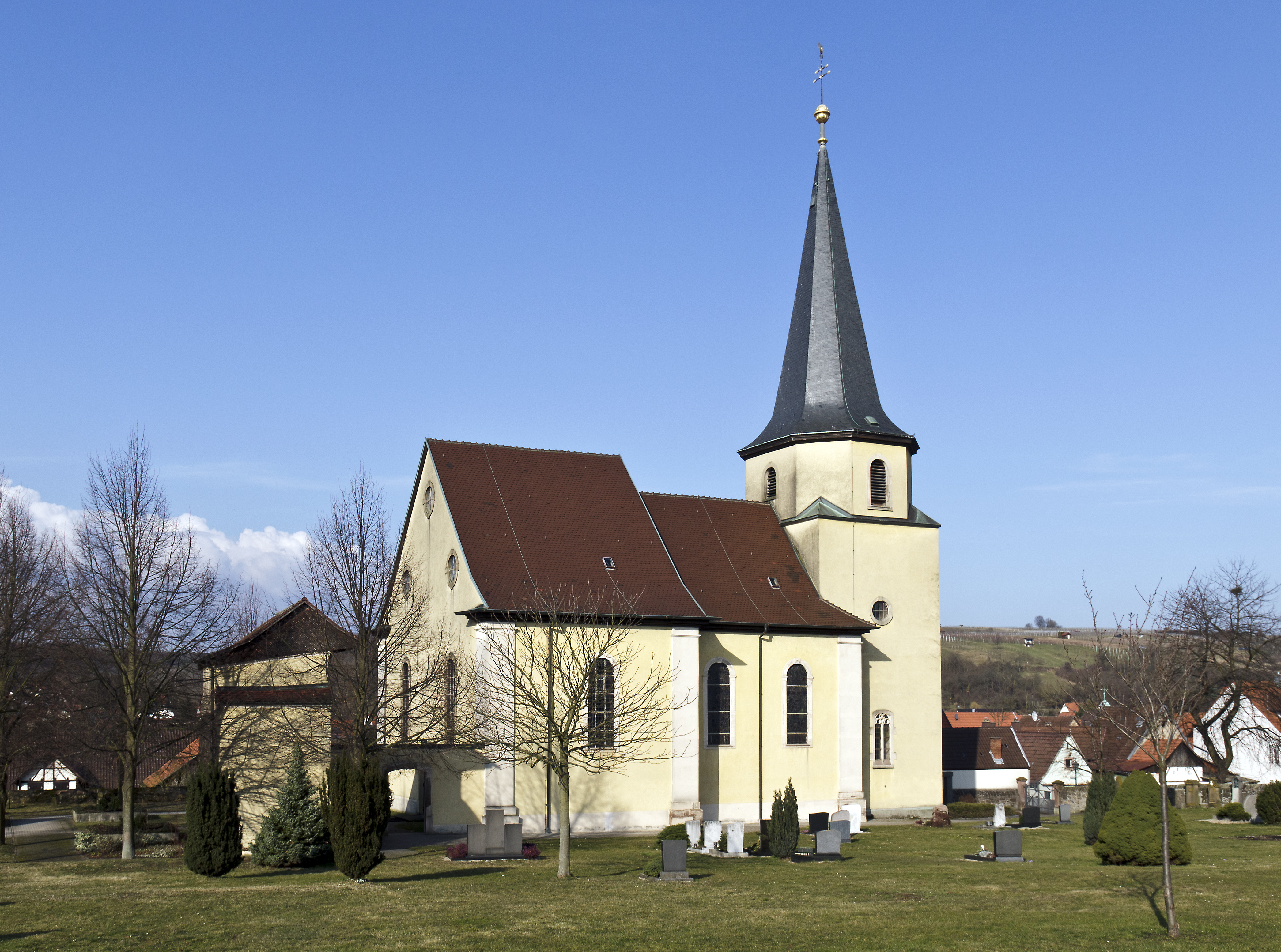
Alte Sankt-Martins-Kirche in Zeutern

Zeutern wurde erstmals 769/770 als Ziuterna im Lorscher Codex urkundlich erwähnt. Zunächst im Besitz des Klosters Odenheim, kam der Ort 1225 an die Herren von Kislau und 1241 an das Hochstift Speyer. Das örtliche Adelsgeschlecht von Zeutern lässt sich ebenfalls bis ins 13. Jahrhundert zurückverfolgen, möglicherweise ist ihm auch Rainmar von Zweter zuzurechnen.
Im Jahr 1286 erhielt Zeutern durch eine Urkunde König Rudolfs von Habsburg Stadtrechte. In dieser Urkunde vom 13. Juni 1286 sicherte König Rudolf den Zeuterern Schutz und Freiheit zu. Mit dieser bevorzugten Behandlung hoffte der König die tatkräftige und fleißige Einwohnerschaft würde ihr Dorf zu einem Bollwerk gegen die vielen Feinde des Reiches ausbauen. Der alte Dorfkern war bisher lediglich durch eine notdürftige Mauer und einen Graben gesichert. Zeutern entwickelte sich jedoch nicht entsprechend den Vorstellungen König Rudolfs. Seine Lage erlaubte keine städtische Entwicklung und das Dorf Zeutern blieb ein Dorf.
Der Ort wurde im Lauf seiner Geschichte immer wieder von Kriegen und Epidemien heimgesucht. 1734 fand am Ortsrand ein Gefecht zwischen Franzosen und kaiserlichen Truppen statt. Der Weinanbau ist im Ort seit 1150 belegt. Die Siedlung Waldmühle diente dagegen früh dem lokalen Gewerbe. Am Anfang als Zweigstelle der Zuckerfabrik Waghäusel gebaut, beherbergten die dortigen Gebäude eine Gerberei und heute eine Metallwarenfabrik. Seit 1896 schließt die von Bruchsal kommende Katzbachbahn Zeutern an das Eisenbahnnetz an.

### Religionen
Aufgrund der Zugehörigkeit des Gebietes der heutigen Gemeinde zum Hochstift Speyer blieben die Orte von der Reformation unberührt, so dass auch heute noch die überwiegende Mehrheit der Bevölkerung der katholischen Kirche angehört und es in allen vier Ortsteilen je eine römisch-katholische Kirche gibt. Durch den Zuzug von Protestanten gibt es aber inzwischen auch eine evangelische Gemeinde und im Ortsteil Zeutern eine Gemeinde der Siebenten-Tags-Adventisten.

### Eingemeindungen
- 1. September 1971: Stettfeld[3]
- 1. Januar 1972: Zeutern[3]

## Politik

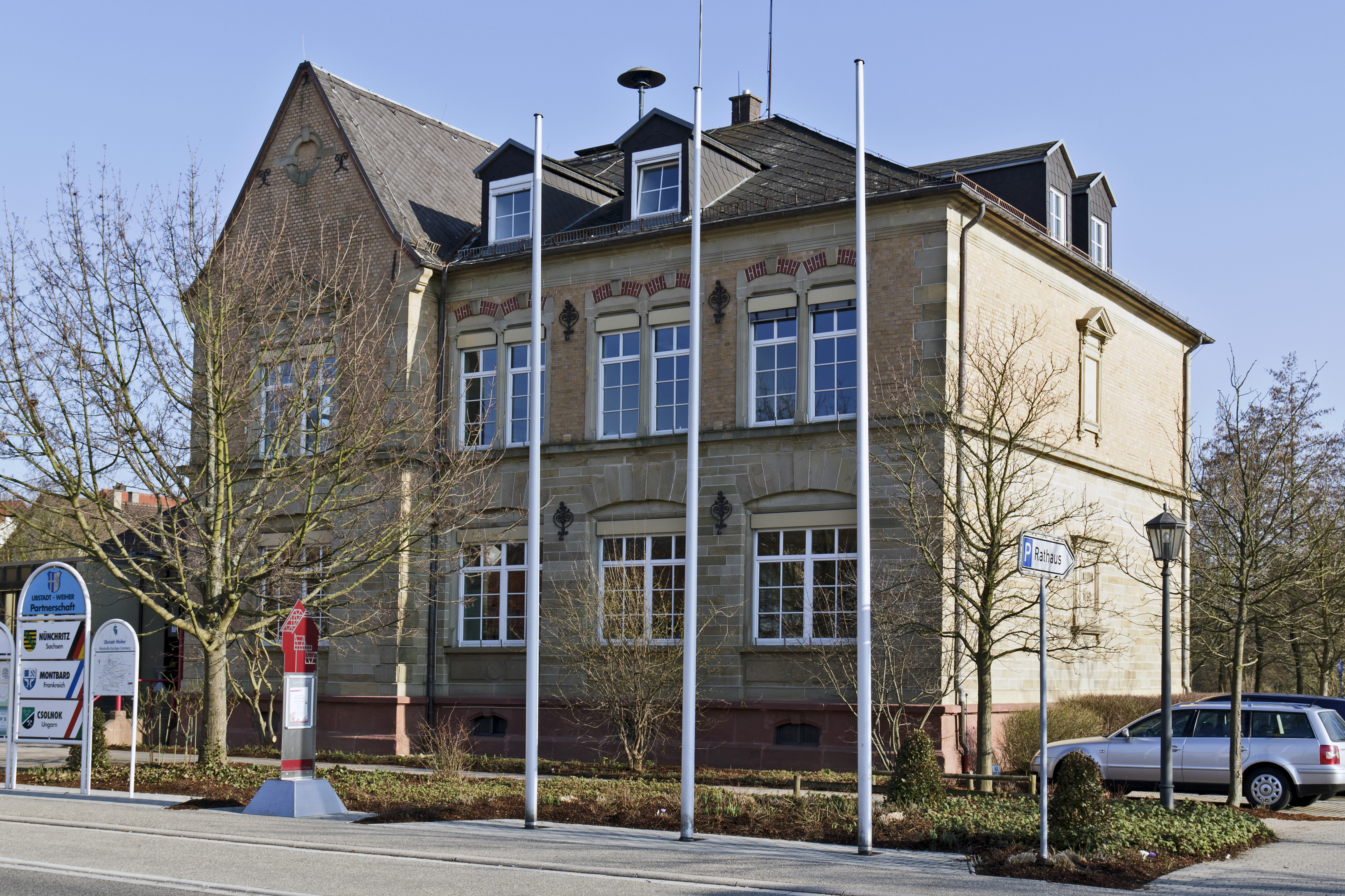
Das Rathaus in Ubstadt

### Gemeinderat
Der Gemeinderat hat normalerweise 18 ehrenamtliche Mitglieder, die für fünf Jahre gewählt werden. Die Zahl der Mitglieder kann sich durch Ausgleichssitze erhöhen (so beispielsweise ab der Wahl 2024: 20 Sitze). Hinzu kommt der Bürgermeister als stimmberechtigter Gemeinderatsvorsitzender.
Durch die Unechte Teilortswahl ist den Ortsteilen eine festgelegte Anzahl von Sitzen garantiert: Aus Ubstadt kommen mindestens sechs, aus Weiher mindestens fünf, aus Zeutern mindestens vier sowie aus Stettfeld mindestens drei Mitglieder.
Die Kommunalwahl 2024 führte zu folgendem Ergebnis (in Klammern: Unterschied zu 2019):
| Gemeinderat 2024               | Gemeinderat 2024 | Gemeinderat 2024 | Gemeinderat 2024 | Gemeinderat 2024 |
| Partei / Liste                 | Stimmenanteil    | Sitze            |                  |                  |
| ------------------------------ | ---------------- | ---------------- | ---------------- | ---------------- |
| CDU                            | 41,7 % (−4,9)    | 8 (−1)           |                  |                  |
| Freie Wähler                   | 30,7 % (+0,8)    | 6 (+1)           |                  |                  |
| SPD                            | 14,1 % (−9,4)    | 3 (−1)           |                  |                  |
| Grüne                          | 13,4 % (+13,4)   | 3 (+3)           |                  |                  |
| Wahlbeteiligung: 67,5 % (+3,6) |                  |                  |                  |                  |

### Bürgermeister
- Katharina Kimmich (parteilos): seit 2025
- Tony Löffler (CDU): 2010–2025
- Helmut Kritzer (CDU): 1986–2010
- Ludwig Simon (CDU): 1970–1986 (zuvor bereits seit 1954 Bürgermeister der selbständigen Gemeinde Weiher)

### Wappen
Blasonierung: „Gespalten von Blau und Silber; rechts ein durchgehendes geschliffenes silbernes Kreuz, links ein roter Reichsapfel mit goldenem Kreuz und goldenen Beschlägen.“
Erklärung: Das verbindende Zeichen für die vier zusammengeschlossenen Gemeinden bildet das Kreuz, ein Hinweis auf die ehemalige Zugehörigkeit zum Hochstift Speyer. Der Reichsapfel ist dem Ubstadter Wappen entnommen.

### Partnergemeinden
Partnerschaften bestehen zu Montbard in Frankreich, zu Csolnok in Ungarn und zu Nünchritz in Sachsen.

## Kultur und Sehenswürdigkeiten

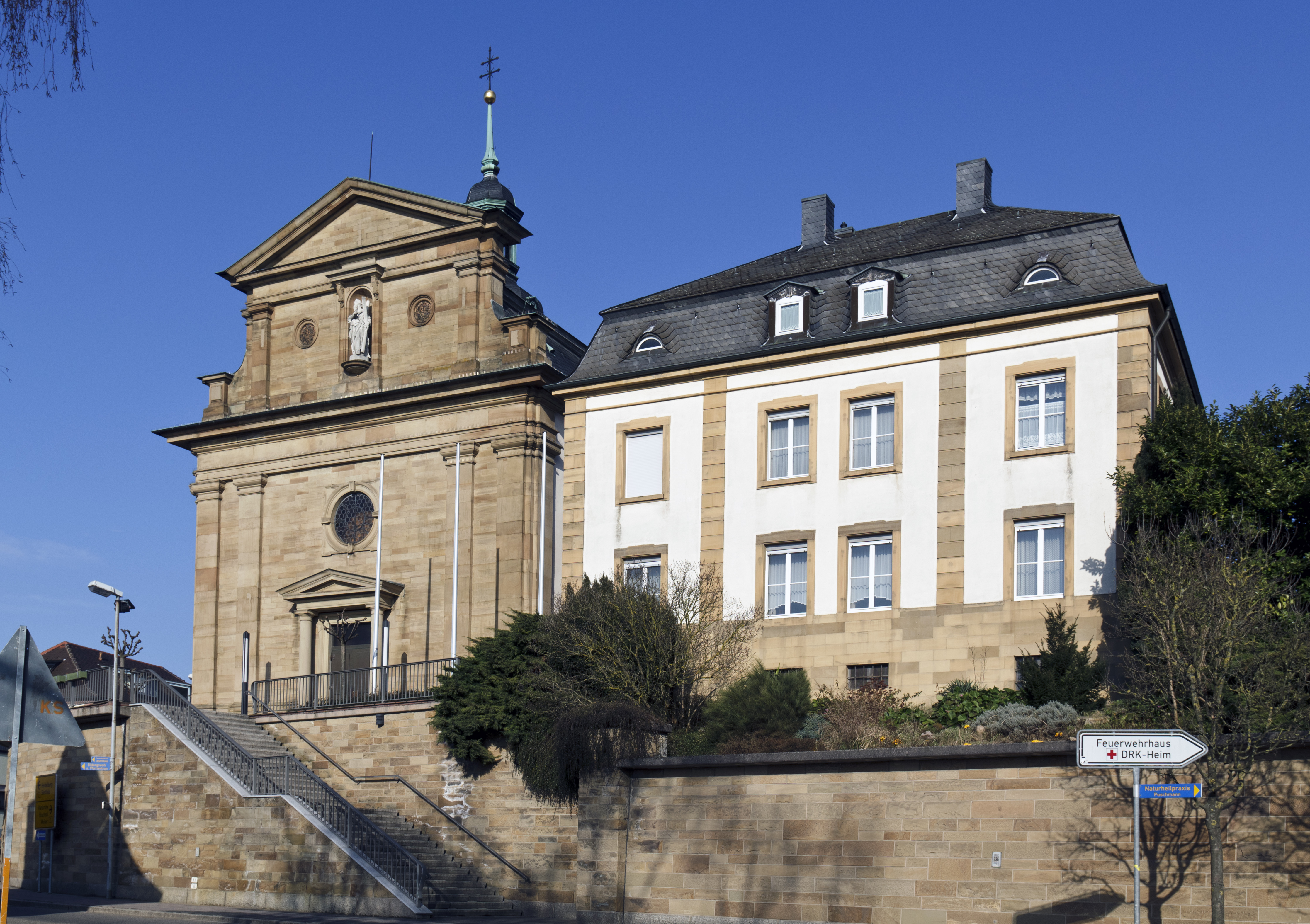
Sankt-Andreas-Kirche mit Pfarrhaus in Ubstadt

Stettfeld und Ubstadt liegen an der Bertha Benz Memorial Route.

### Öffentliche Einrichtungen
- Hardtsee Ubstadt-Weiher mit Campingplatz

### Museen
- Römermuseum Stettfeld zu den Ausgrabungen der römischen Siedlung in Stettfeld

### Bauwerke
- Sankt-Marcellus-Kirche in Stettfeld, neugotischer Stil, mit Ölberggruppe und mittelalterlichem Turm
- evangelische Gnadenkirche in Ubstadt
- Preußensäule bei Ubstadt
- Sankt-Andreas-Kirche in Ubstadt, Barock
- Sankt-Nikolaus-Kirche in Weiher, neoromanischer Stil (Baujahr 1870/72) mit dem „Alten Chor“ von 1440/1529.
- Turmhügel Weiher von der nur die baumbestandene, künstlich aufgeschüttete Motte erhalten blieb (sog. „Pfarrberg“)
- renoviertes Fachwerkhaus in Zeutern als Sitz der Musikschule
- Bürgerhaus in Zeutern

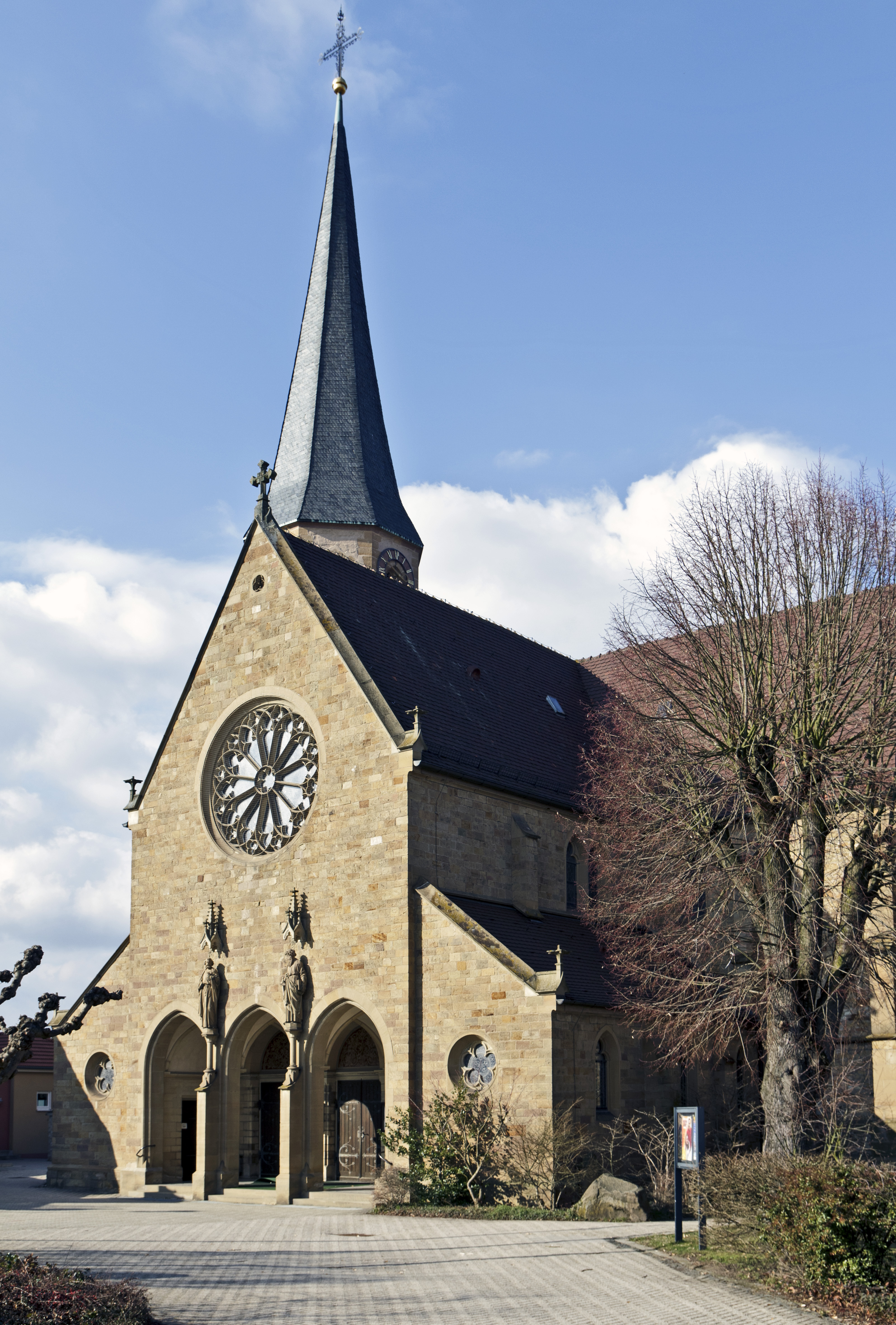
Sankt-Marcellus-Kirche in Stettfeld
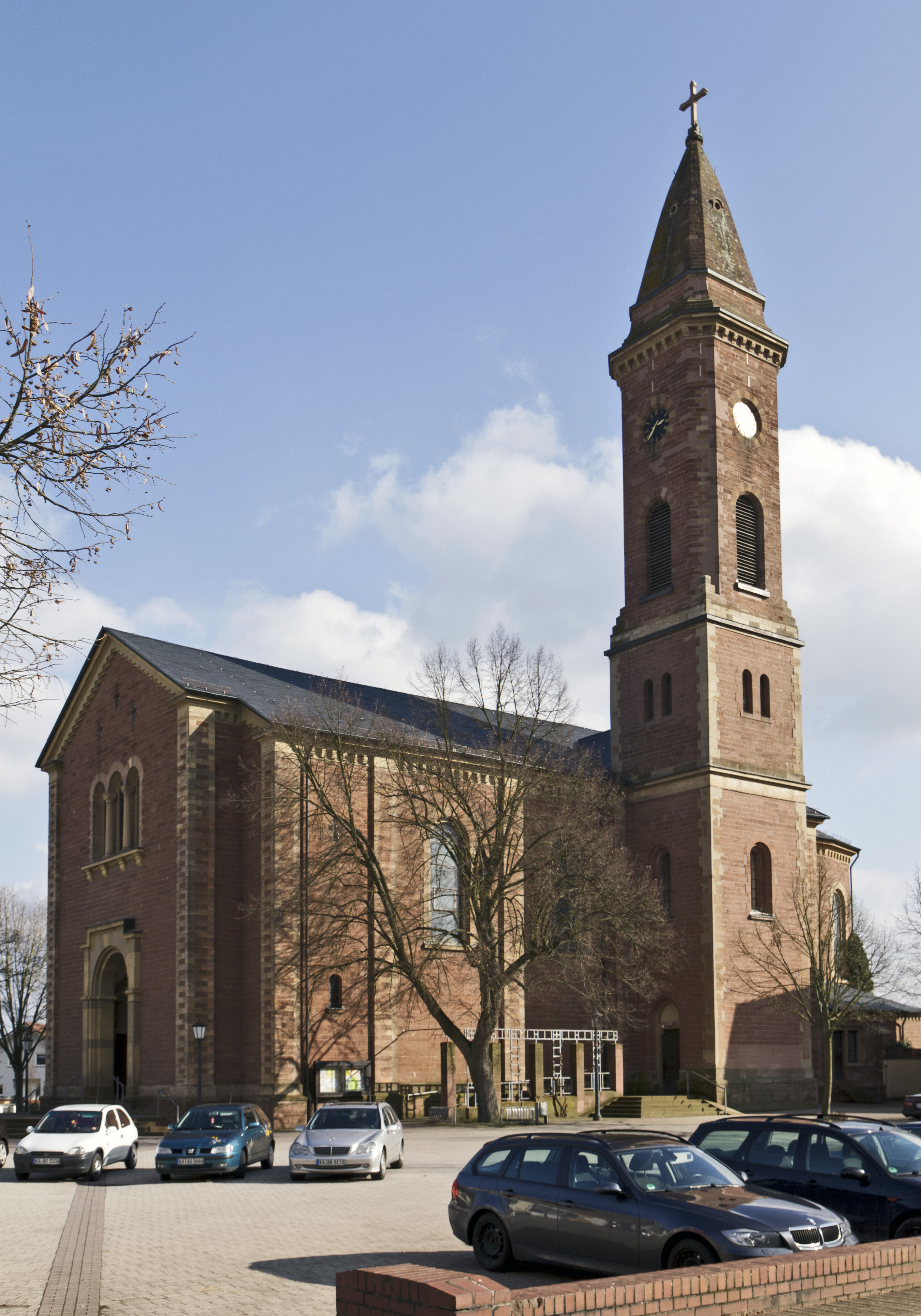
Sankt-Nikolaus-Kirche in Weiher
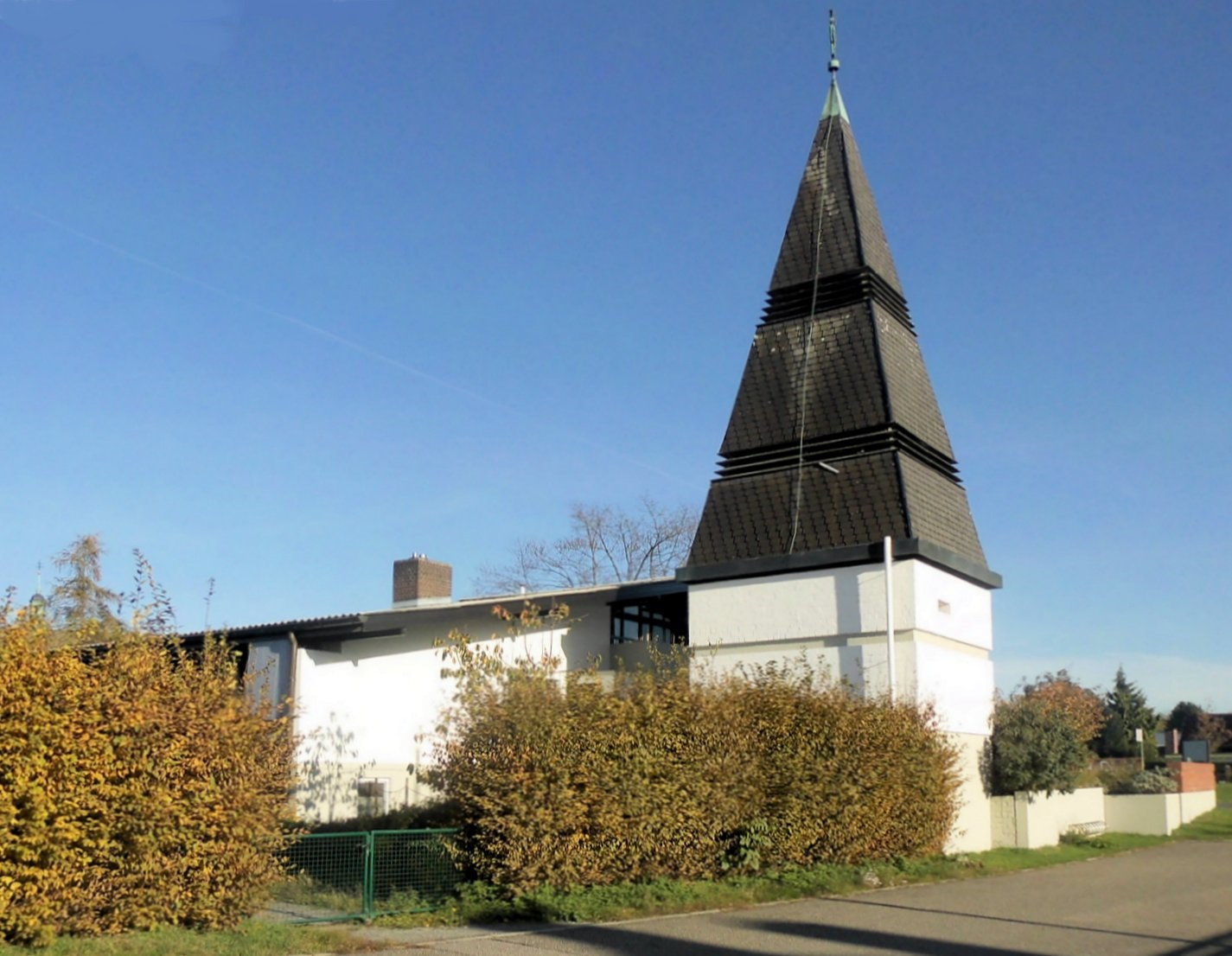
Gnadenkirche Ubstadt
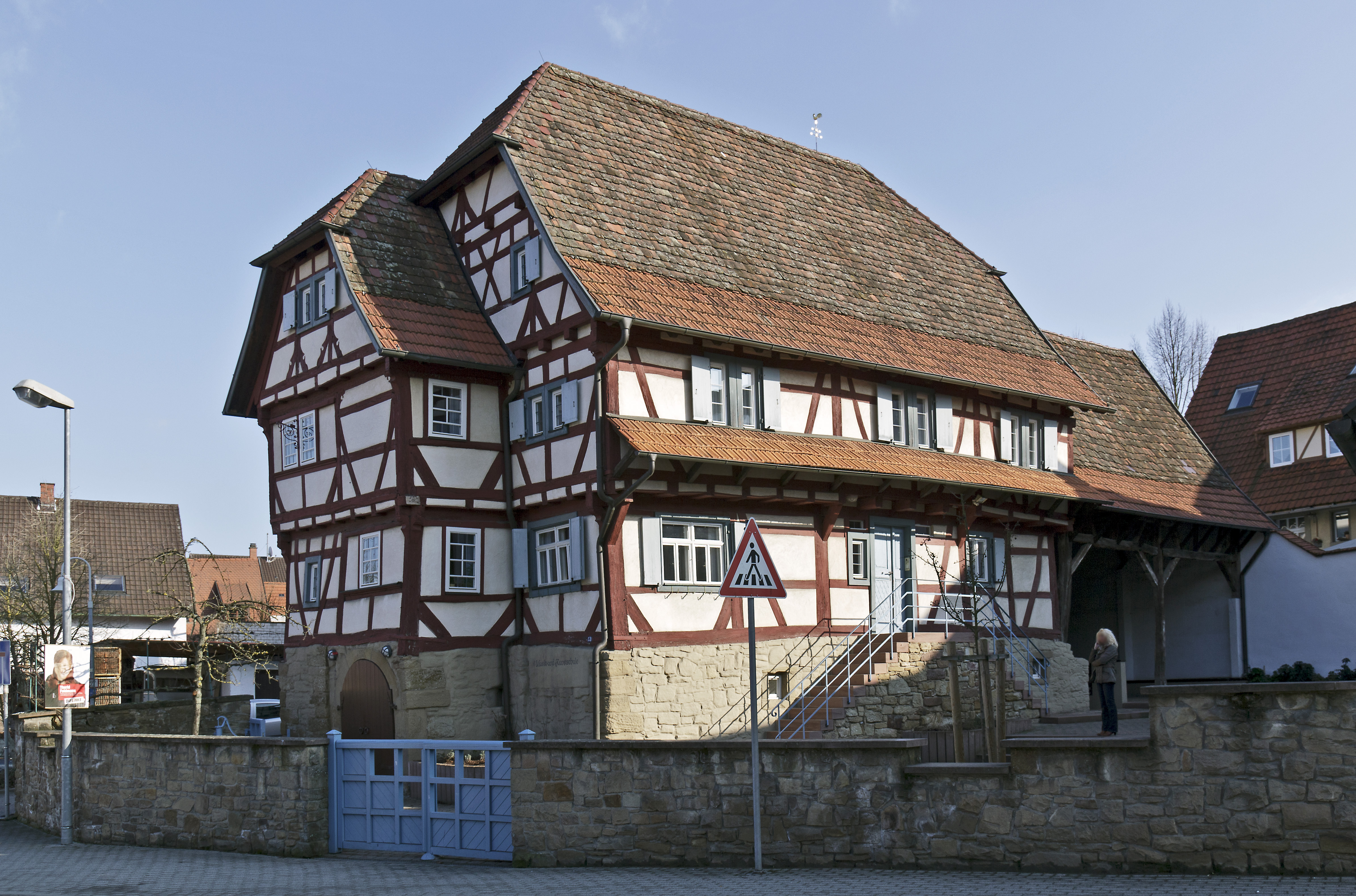
Musikschule in Zeutern
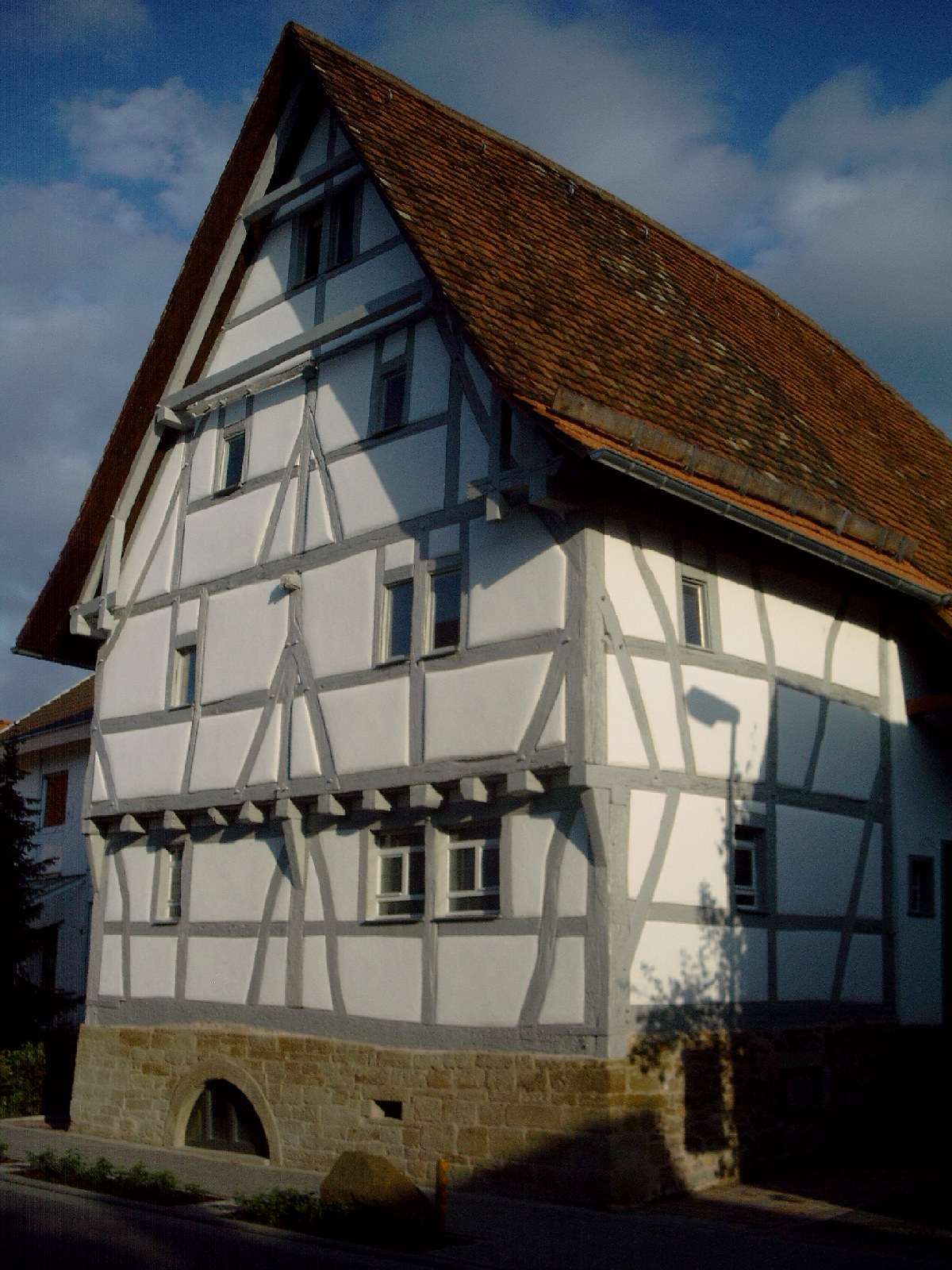
Bürgerhaus in Zeutern

### Sport

#### Sportstätten
- FC Halle Weiher
- Sport- und Kulturhalle Ubstadt
- Schwimmbad Ubstadt (12,5 m)
- Mehrzweckhalle Ubstadt
- Mehrzweckhalle Weiher
- Mehrzweckhalle Stettfeld
- Mehrzweckhalle Zeutern
- TVE Halle Weiher
- Schützenhaus Zeutern

### Regelmäßige Veranstaltungen
- Geißenmarkt in Stettfeld am 1. Maiwochenende
- Kirchweihfest (Kerwe) in Weiher am letzten Septemberwochenende
- Fasnachtsumzug in Ubstadt am Fasnachtsdienstag
- Fasnachtsumzüge in Stettfeld und Weiher am Samstag vor Aschermittwoch
- Fasnachtsumzug (Dämmerungsumzug) in Zeutern am Sonntag vor Aschermittwoch
- Straßenfeste in Weiher, Stettfeld und Zeutern
- Sportfeste in Ubstadt, Weiher, Stettfeld und Zeutern
- Schützenfeste in Ubstadt und Zeutern
- Einachserrennen am ersten Samstag im September

### Naturerlebnisse
- Wanderdüne „Forlenbuckel“ in Weiher

## Wirtschaft und Infrastruktur

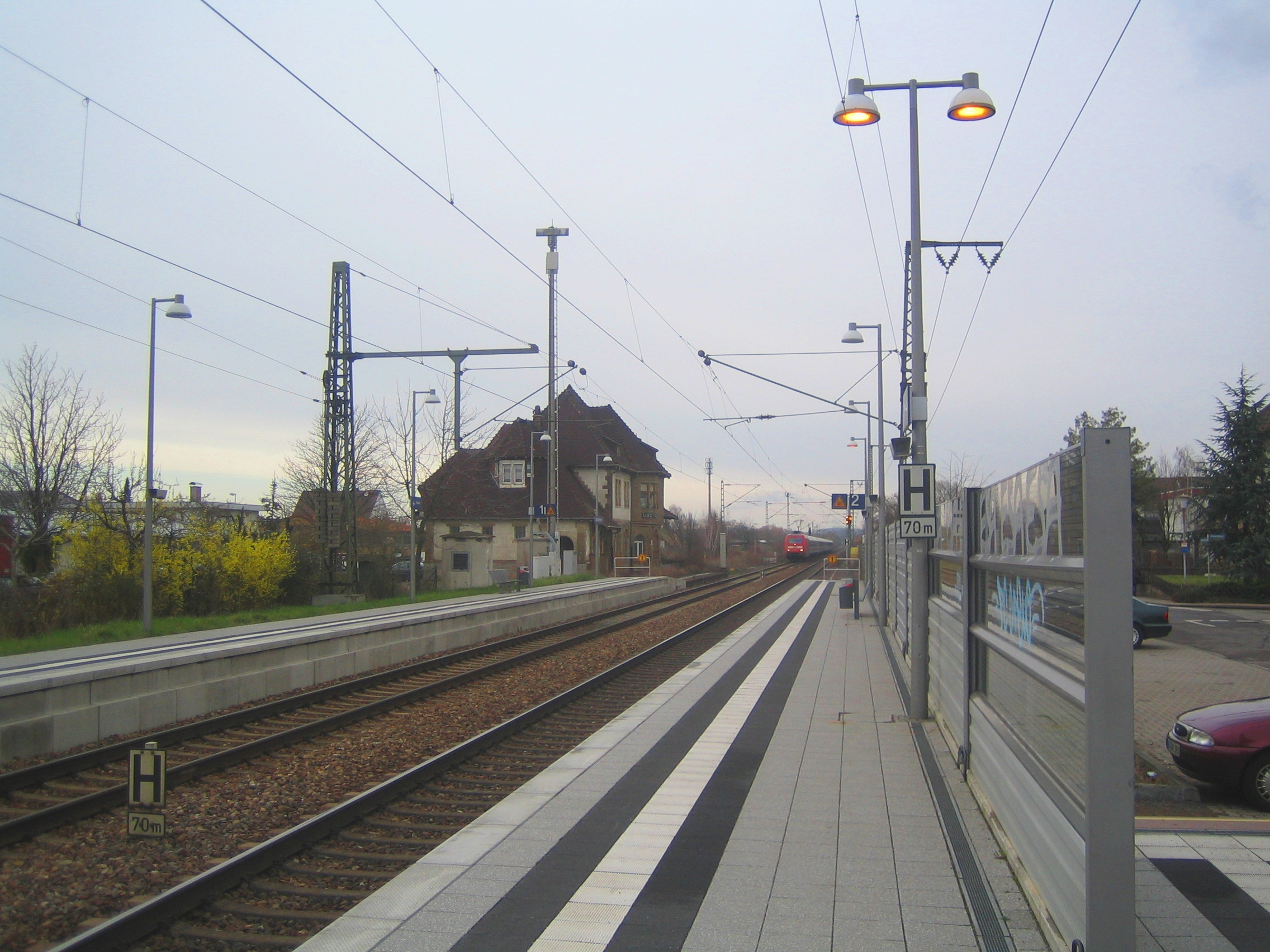
Bahnhof Ubstadt-Weiher

### Unternehmen
Das Weingut Markus Hafner, ein selbstvermarktender Winzerbetrieb, ist in Ubstadt-Weiher ansässig; ebenso der Automatik-Getriebe-Spezialist Fahrzeugtechnik Hetzel.
Auch das 1925 in Bruchsal gegründete Musikhaus Müller hatte von 2010 bis 2024 seinen Standort in Ubstadt-Weiher, ebenso der Verlag Regionalkultur sowie der Cantate Musikverlag.

### Verkehr

#### Fernstraßen
Die Bundesstraße 3 (Buxtehude–Weil am Rhein) verknüpft den Ort mit dem überregionalen Straßennetz. Auch die nächsten Autobahnauffahrten auf die Bundesautobahn 5 sind nur wenige Kilometer entfernt.

#### Bahn- und Busverkehr
Ubstadt-Weiher ist auch im ÖPNV an das nächstliegende Oberzentrum Karlsruhe angeschlossen:
Am Bahnhof Ubstadt-Weiher an der Baden-Kurpfalz-Bahn halten die Linien S3 und S4 der S-Bahn RheinNeckar. Sie stellen Verbindungen nach Bruchsal, Karlsruhe, Germersheim und Heidelberg her. Der neue Haltepunkt Stettfeld-Weiher ist zum Fahrplanwechsel im Dezember 2019 in Betrieb gegangen.

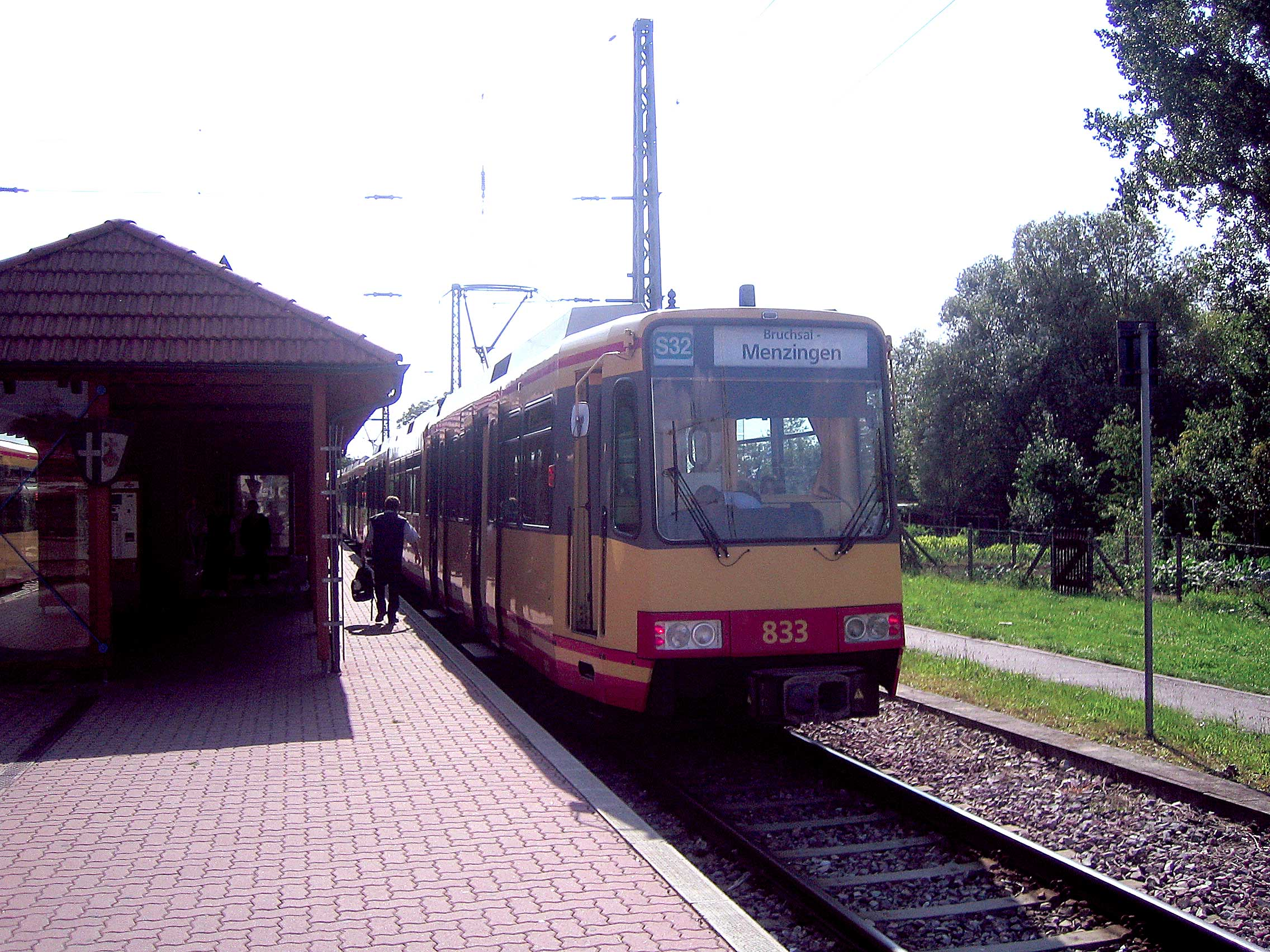
Bahnhof Ubstadt Ort

Durch den Ort führen auch die Katzbachbahn Bruchsal–Odenheim und die Kraichtalbahn Bruchsal–Menzingen, auf deren Strecken die Linien S31 bzw. S32 der Stadtbahn Karlsruhe verkehren. Die Katzbachbahn (S 31) hält im Gemeindegebiet an den Bahnhöfen bzw. Haltepunkten Ubstadt Ort, Ubstadt Uhlandstraße, Stettfeld (Baden), Zeutern Sportplatz, Zeutern und Zeutern Ost, die Kraichtalbahn (S 32) in Ubstadt Ort und Ubstadt Salzbrunnenstraße. Der Ortsteil Weiher wird über die Buslinie 131 angebunden.

#### Radverkehr
Durch eine Alltagsroute aus dem Radnetz Baden-Württemberg sind Ubstadt und Stettfeld mit Bruchsal und in der anderen Richtung über Bad Schönborn mit Wiesloch und Walldorf verbunden.
Durch Ubstadt-Weiher verlaufen als Landes-Radfernwege:
- Der Heidelberg-Schwarzwald-Bodensee-Radweg führt von Heidelberg nach Radolfzell. Er verläuft von St. Leon und Kronau kommend an Weiher vorbei nach Stettfeld und Ubstadt. Weiter führt er nach Bruchsal und über Gondelsheim nach Bretten.
- Der Badische Weinradweg[19] führt von Grenzach-Wyhlen am Hochrhein nach Laudenbach im Rhein-Neckar-Kreis, dabei werden sieben der neun badischen Weinanbaugebiete untereinander verbunden. Die Route verläuft dabei in großen Schleifen durch die Weinanbaugebiete von Bruchsal nach Wiesloch, insbesondere von den Östringer Stadtteilen Tiefenbach und Odenheim nach Zeutern und Stettfeld und weiter über Bad Langenbrücken in die Kernstadt von Östringen.

### Medien
Von 2007 bis 2008 gab es neben dem wöchentlich erscheinenden Mitteilungsblatt noch eine eigene Fernsehsendung. Ubstadt-Weiher TV wurde im Rahmen von Kraichgau TV gesendet. Jeden Freitag (ab 14:45 Uhr) erschien eine neue 15-minütige Sendung. Diese konnte über das digitale Kabelnetz empfangen oder als Video-Stream auf der Homepage der Gemeinde empfangen werden. Im Kabelnetz wurde die Sendung immer 15 Minuten vor Beginn einer ungeraden Stunde gesendet (z. B.: 12:45 Uhr, 14:45 Uhr, 16:45 Uhr). Aufgrund mangelnder Finanzierungsmöglichkeiten wurde das Projekt Mitte des Jahres 2008 eingestellt. Die letzte Sendung wurde vom 25. Juli bis zum 2. August 2008 ausgestrahlt. Das Interesse der Bevölkerung war immer gegenwärtig. Jede Sendung wurde fast immer über 600 Mal angesehen. Alle Sendungen können noch immer auf kraichgau.tv angesehen werden.

### Bildung
In Ubstadt gab es die Alfred-Delp-Realschule und die Hermann-Gmeiner-Grund- und Hauptschule mit Werkrealschule. Seit dem Schuljahr 2014/15 sind die Hermann-Gmeiner-Grund- und Werkrealschule und die Alfred-Delp-Realschule organisatorisch zu einem sogenannten Schulverbund zusammengeschlossen, dem Alfred-Delp-Schulzentrum. Je eine Grundschule gibt es in Stettfeld, Weiher und Zeutern. In Zeutern gibt es außerdem die Lukas-Schule, eine Bekenntnisschule der Siebenten-Tags-Adventisten mit Grund- und Realschulzweig. Daneben bestehen noch sechs römisch-katholische Kindergärten: St. Bernadette und St. Josef in Ubstadt, St. Nikolaus und St. Wendelin in Weiher, St. Teresa in Stettfeld sowie St. Josef in Zeutern.

## Persönlichkeiten

### Söhne und Töchter der Gemeinde
- Reinmar von Zweter (* um 1200 in Zeutern; † nach 1248), Spruchdichter
- Michael Geither (* 1769; † 1834), General unter Napoleon
- Hans-Peter Becker SAC (* 1960), 2005–2013 Provinzial der Herz-Jesu-Provinz der Pallottiner mit Sitz in Friedberg (Bayern).
- Marvin Wanitzek (* 1993), Fußballspieler

### Ehrenbürger
- Hugo Bonaventura Brecht (* 1903; † 1990), Dominikaner
- Hubert Meisel (* 1912; † 1991), 1971–1980 Pfarrer in Stettfeld
- Alois Westermann (* 1914; † 1999), 1968–1979 Pfarrer in Weiher
- Ludwig Simon (* 1920; † 2007), 1954–1970 Bürgermeister von Weiher, 1970–1986 Bürgermeister von Ubstadt-Weiher
- Helmut Kritzer (* 1947; † 2022), 1986–2010 Bürgermeister der Gemeinde Ubstadt-Weiher
- Tony Löffler (* 1959), 2010–2025 Bürgermeister der Gemeinde Ubstadt-Weiher[23]

### Persönlichkeiten, die in der Gemeinde gewirkt haben
- Axel Wermke (* 1949), Rektor und Gemeinderat